# Christiane Kaufmann

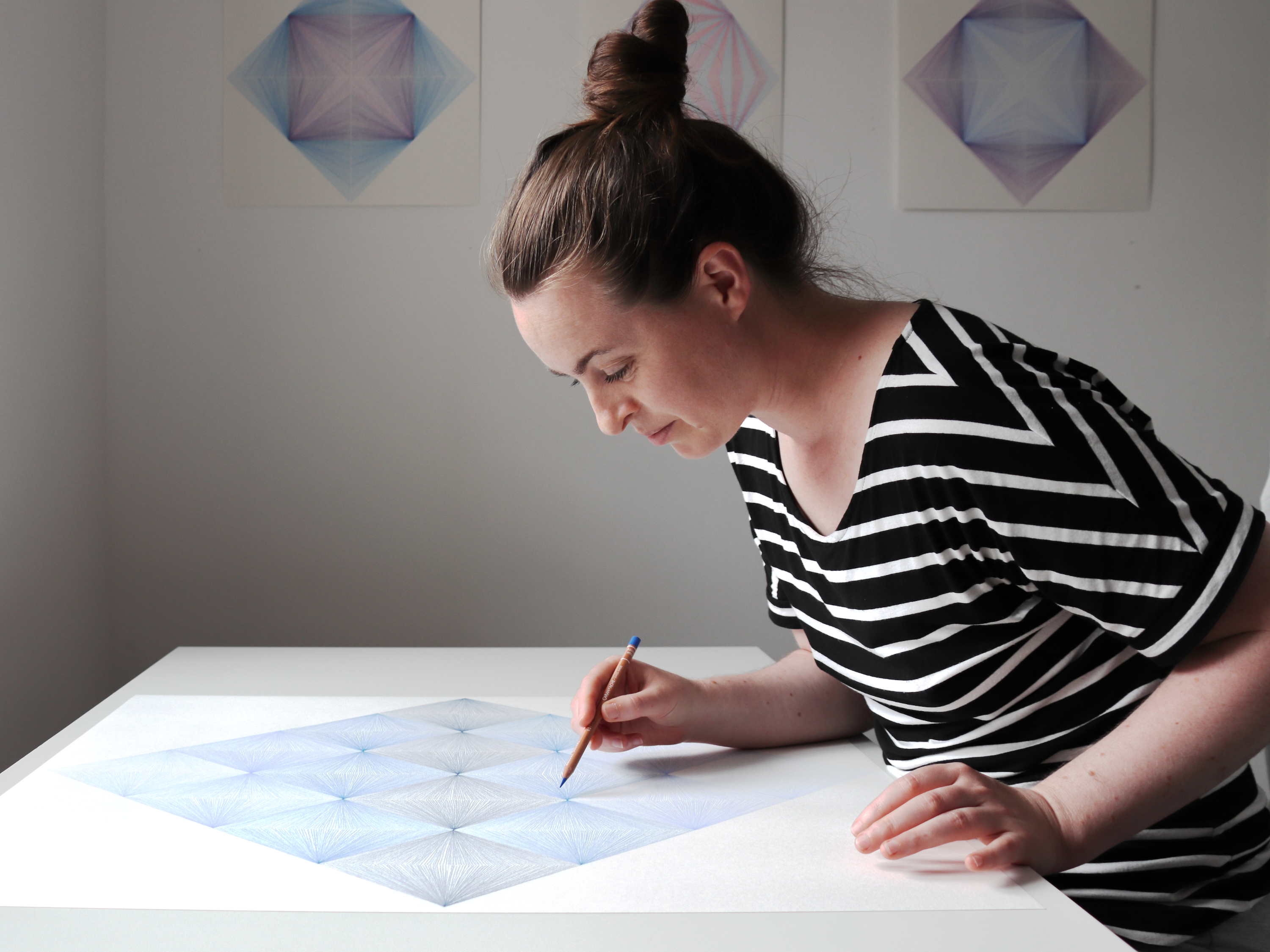
Christiane Kaufmann (2022)

Christiane Kaufmann (* 9. Januar 1983 in Deggendorf) ist eine deutsche Künstlerin, die sich vor allem mit der Zeichnung auf Papier beschäftigt.

## Leben und Werk
Nach einem Studium der Kunstpädagogik von 2005 bis 2010 bei Alexander Glas und Karl Schleinkofer an der Universität Passau studierte sie von 2010 bis 2014 Malerei bei Thomas Hartmann an der Akademie der Bildenden Künste Nürnberg. Seit 2016 lebt und arbeitet Christiane Kaufmann in Aschaffenburg. Als Artist in Residence des Oberpfälzer Künstlerhauses verbrachte sie 2025 einen Aufenthalt auf Schloss Plüschow in Mecklenburg-Vorpommern. Sie ist Mitglied im BBK Unterfranken sowie in der GEDOK Frankfurt Rheinmain.
Ihre Arbeiten basieren auf mathematisch konstruierten Formen und stehen der Konkreten Kunst nahe. Jedoch bricht sie deren rigorose Eliminierung menschlicher Schaffensspuren auf, da durch die mit freier Hand gezogene Linienführung minimale Variationen im Gefüge entstehen. Die Konstruktion der zugrunde liegenden Ordnung folgt oftmals dem Prinzip von Truchet-Fliesen. Sowohl die Arbeitsweise als auch die Wirkung von Christiane Kaufmanns Werken bewegen sich im Grenzbereich von Zeichnung und Malerei. Durch die stete Wiederholung gerader Linien aus einem Punkt heraus schafft sie geometrische Flächen, häufig aufrecht stehende Rauten und Dreiecke, durch die das darunterliegende Papier oder Untermalungen hindurch scheinen, und die teils mit in Pastell gearbeiteten Formen kontrastieren. Im Zentrum ihres künstlerischen Schaffens steht dabei die Erkundung von Farbe, Licht, Zeit und Wahrnehmung.

## Ausstellungen (Auswahl)
- 2012: /prospekt/ Vorhang auf… , Neues Museum Nürnberg[5]
- 2016: Stille Ordnungen, Einzelausstellung im Museum Moderner Kunst, Passau[6]
- 2018: Gedankenstrich. Kunstpreis der Stadt Marktheidenfeld, Franck-Haus, Marktheidenfeld[7]
- 2021: 6. Internationaler André-Evard-Preis, Kunsthalle Messmer, Riegel am Kaiserstuhl[8]
- 2022: Albrecht Dürer revisited. Dürers Drucke und die Zeitgenossen, Museum Otto Schäfer, Schweinfurt[9]
- 2023: TRIO 10, BBK-Galerie, Würzburg[10]
- 2024: AI . ART – Symbiose oder Kontrast?, Atelierhaus Aachen[11]
- 2025: Hier. °3, KunstLANDing, Aschaffenburg[12]